# Louis Bannis
Louis Bannis, né le  3 mars 1958 à Cayenne et mort le 6 septembre 2018 à Kourou en Guyane, est un auteur-compositeur-interprète français. Il était membre du groupe « Inspiration », qu’il avait créé avec sa compagne Iliana Bannis.

## Discographie
Avec le groupe Inspiration :
- Sigrè peyi ;
- La salkonwé ;
- Kourou la blanche ;
- Tambou djole
- Mo annan roun peyi[2]

## Récompenses
Il a reçu avec son groupe 2 Lindor en 1993 .